# Fluddality
Fluddality (стилизирован под маюскул) — пятый студийный альбом российского рэпера Gone.Fludd, выпущенный 20 сентября 2024 года на лейблах Glam Go Gang! и LootVox Music. Хип-хоп-портал The Flow поместил альбом на 24 строчку «Топ-50 отечественных альбомов 2024».
Пластинка состоит из 15 песен общей длительностью более 36 минут, среди них совместные композиции с ЛСП, Lovv66, Cakeboy, Iroh и Tanya Tekis. В поддержку релиза был анонсирован осенний концертный тур по 26 городам России, с отдельными выступлениями в Москве и Санкт-Петербурге в феврале.

## История
Первая новость о работе над большим альбомом Fluddality появилась на интервью у Басты, после которого Саша выпустил мини-альбом «Digital Fantazy». Многие посчитали, что Fluddality отменили либо переименовали, но на эфире Studio 21 в октябре 2021 года Фладд вновь упомянул о написании альбома.
О предстоящей долгой работе над релизом стало известно на трансляции в Instagram от 5 ноября 2021 года, где он сказал, что альбом будет записываться долго, по примеру предыдущих релизов рэпера — «Boys Don`t Cry» и «Прилунение».
Через год, 26 августа 2022 года, в своём телеграм-канале Саша рассказал об объёмах готовящегося релиза. Рассказал, что имеет 56 "демок", которые будет "доделывать".
21 августа 2023 года Александр Смирнов показал трек-лист будущего альбома. Изначально в релиз должна была войти 21 композиция.
13 октября состоялся выход трека «Худрич».
17 мая 2024 года Александр анонсировал большие концерты в поддержку альбома в Москве и Санкт-Петербурге.
21 июня состоялся выход, совместного с ЛСП трека, «Ути-Пути».
10 июля GONE.Fludd представил полный список городов концертного тура в поддержку альбома.
13 сентября состоялся выход, совместной с Cakeboy, песни «Лого Бэквудс (Зонтик)». Параллельно с этим, GONE.Fludd анонсировал выпуск альбома Fluddality, с датой выхода 20 сентября.
20 сентября состоялся выход пятого студийного альбома GONE.Fludd — Fluddality. В тот же день Александр Смирнов и ЛСП представили клип на песню «Ути-Пути».
10 октября вышел клип на совместную с Cakeboy песню «Dodonpa».
В социальных сетях между поклонниками этот альбом активно сравнивался с альбомом 9mice и Kai Angel «Heavy Metal 2». В итоге, каждый остался при своём, а фанаты движения "viperr" и Фладды даже смогли сблизиться.
28 февраля 2025 вышел отдельный от альбома трек «Крабовое Оружие», который стал идейным продолжением Fluddality, и который закончил эту историю. В тот же день вышел клип на эту песню.

## Название
Изначально исполнитель хотел назвать альбом по-другому. Он перебрал сразу три названия: «Overheaven», «Overheaven Solo» и «Overheaven Hardcore». Однако переломным моментом стало посещение Виссарионовской секты.
Главой секты до 2020 года был Сергей Тороп, он же Виссарион. Его адепты убеждены, что Виссарион является Вторым пришествием Иисуса Христа.
Название секты — его собственное имя, то есть имя Виссарион, побудило Сашу рассмотреть ту же концепцию. Так, исполнитель пришёл к названию «Fluddality».
Об этом Фладда рассказал на интервью Вписке от 16 декабря 2024 года.

## Отзывы
Рецензент сайта SRSLY Елизавета Листратова описывает альбом следующим образом: «Каждая песня и в целом альбом Fluddality показывает очень изобретательный подход GONE.Fludd к созданию музыки: изобилие мелодичности, ритмов всех видов — от нарочито статичных до ломаных, бесчисленный набор бас-партий, перкуссий и синтезаторов. Причём все эти детали работают не просто как блестки и украшательство, а напрямую сочетаются с вокальными партиями и речитативом. К слову, о последнем: здесь GONE.Fludd впервые без стеснения выводит свою читку на первый план, не пряча ее за сложными музыкальными пируэтами».
Альбом был принят неоднозначно, так как ожидания поклонников были выше, судя по мощным синглам перед выходом пластинки и многообещающим сниппетам.

## Чарты
| Чарты (2024)                  | Высшая позиция |
| ----------------------------- | -------------- |
| Россия (Apple Music)          | 1              |
| Казахстан (Apple Music)       | 1              |
| Беларусь (Apple Music)        | 1              |
| Беларусь (Spotify)            | 2              |
| Латвия (Apple Music)          | 2              |
| Украина (Spotify)             | 3              |
| Казахстан (Spotify)           | 3              |
| Молдавия (Apple Music)        | 3              |
| Украина (Apple Music)         | 5              |
| Армения (Apple Music)         | 5              |
| Кыргызстан (Apple Music)      | 5              |
| Таджикистан (Apple Music)     | 7              |
| Россия (iTunes)               | 7              |
| Эстония (Apple Music)         | 6              |
| Турция (Apple Music)          | 12             |
| Литва (Apple Music)           | 22             |
| Польша (Apple Music)          | 33             |
| Финляндия (Apple Music)       | 37             |
| Республика Кипр (Apple Music) | 48             |
| Азербайджан (Apple Music)     | 64             |
| Сербия (Apple Music)          | 67             |
| Ирландия (Apple Music)        | 167            |

| Чарты                  | Песня        | Высшая позиция |
| ---------------------- | ------------ | -------------- |
| Беларусь (Spotify)     | «Ути-Пути»   | 20             |
| Россия (YouTube Music) | «Ути-Пути»   | 21             |
| Россия (ITunes)        | «Ути-Пути»   | 48             |
| Казахстан (Spotify)    | «Ути-Пути»   | 74             |
| Украина (Spotify)      | «Ути-Пути»   | 83             |
| Беларусь (Spotify)     | «Худрич»     | 15             |
| Украина (Spotify)      | «Худрич»     | 61             |
| Казахстан (Spotify)    | «Худрич»     | 99             |
| Беларусь (Spotify)     | «Лунный лик» | 22             |
| Украина (Spotify)      | «Лунный лик» | 68             |

## Список композиций
Адаптировано под Genius
| №                   | Название                                                      | Музыка                            | Длительность |
| ------------------- | ------------------------------------------------------------- | --------------------------------- | ------------ |
| 1.                  | «Dodonpa» (совместно с Cakeboy)                               | Cakeboy                           | 1:59         |
| 2.                  | «Лунный лик» (совместно с Lovv66)                             | Cakeboy                           | 2:55         |
| 3.                  | «Ути-Пути» (совместно с ЛСП)                                  | Sqweezey Vm2up Cakeboy            | 3:08         |
| 4.                  | «Не одиноко»                                                  | Vvsbaby Chef9TheGod Cakeboy       | 2:36         |
| 5.                  | «Удлинённый магазин» (совместно с Cakeboy, Iroh, Tanya Tekis) | AgBeatsBitch Cakeboy              | 3:37         |
| 6.                  | «Пепел запятых»                                               | Wns Beats ProdJunko               | 2:30         |
| 7.                  | «Рэпую»                                                       | MelodicDesert                     | 2:27         |
| 8.                  | «Секвойя»                                                     | BMB SpaceKid                      | 1:59         |
| 9.                  | «Приятно познакомиться» (совместно с Cakeboy)                 | Reijo Quas Mo0nRock1 Yung Slookey | 2:24         |
| 10.                 | «Хороша сейчас» (совместно с Iroh)                            | Lagune                            | 2:48         |
| 11.                 | «Худрич»                                                      | Cakeboy                           | 2:18         |
| 12.                 | «Лого Бэквудс (Зонтик)» (совместно с Cakeboy)                 | Jetty Gas                         | 2:08         |
| 13.                 | «Передай L»                                                   | Cakeboy                           | 1:57         |
| 14.                 | «Доспех мертвеца»                                             | Cakeboy                           | 2:10         |
| 15.                 | «Шива»                                                        | LethalNeedle                      | 1:34         |
| Общая длительность: | Общая длительность:                                           | Общая длительность:               | 36:30        |